# Elena Rybakina
Elena Andreevna Rybakina (in russo Елена Андреевна Рыбакина?; Mosca, 17 giugno 1999) è una tennista russa naturalizzata kazaka.
Nel corso della sua carriera si è aggiudicata nove titoli WTA, tra cui spicca la vittoria del primo titolo del Grande Slam al torneo di Wimbledon 2022, oltre ad avere disputato una seconda finale Major all'Australian Open 2023. In seguito alla vittoria del titolo di Roma 2023, entra per la prima volta a far parte delle prime cinque del mondo, piazzandosi alla 3ª posizione, la più alta di sempre per una tennista kazaka. In virtù di tutti questi successi, viene considerata la tennista kazaka di maggiore successo nella storia del tennis (sia femminile che maschile).

## Biografia
Elena Rybakina, nata il 17 giugno 1999 a Mosca, in Russia, nel giugno 2018 ha abbandonato la federazione russa avendo deciso di rappresentare il Kazakistan. Dal 2019 al 2024 è stata allenata dall'ex tennista croato Stefano Vukov.

## Carriera

### 2017-2018: esordi
Fa il suo debutto nel circuito WTA alla Kremlin Cup, dopo aver superato i tre turni di qualificazione. Viene tuttavia eliminata al primo turno del tabellone principale dalla rumena Irina-Camelia Begu in tre set. Il 2017 è anche segnato dalle semifinali junior nei Grand Slam di Australian Open e Roland Garros.
L'anno seguente, a San Pietroburgo, accede al tabellone principale del prestigioso torneo russo passando dalle qualificazioni, dove ottiene la prima vittoria nel circuito maggiore, battendo la svizzera Timea Bacsinszky; nel turno successivo, estromette a sorpresa la francese Caroline Garcia, all'epoca numero sette del mondo. Si arrende nei quarti di finale a Julia Görges. In seguito, passa a rappresentare il Kazakistan per il maggiore sostegno che forniva alle atlete.

### 2019: debutto Slam e primo titolo WTA
Dopo aver vinto alcuni tornei a livello ITF, inizia a frequentare con maggiore assiduità i tornei appartenenti al circuito maggiore. Se a Budapest viene sorpresa al primo turno di qualificazioni, sulla terra di Istanbul si spinge fino ai quarti di finale per la seconda volta, dove soccombe a Barbora Strýcová che le infligge un 6–0 nel set decisivo. A Parigi, si aggiudica la prima partecipazione nel tabellone principale di un Grande Slam avendo superato tutti e tre i turni di qualificazione. Al suo primo incontro nel main-draw è costretta alla resa da Siniaková.

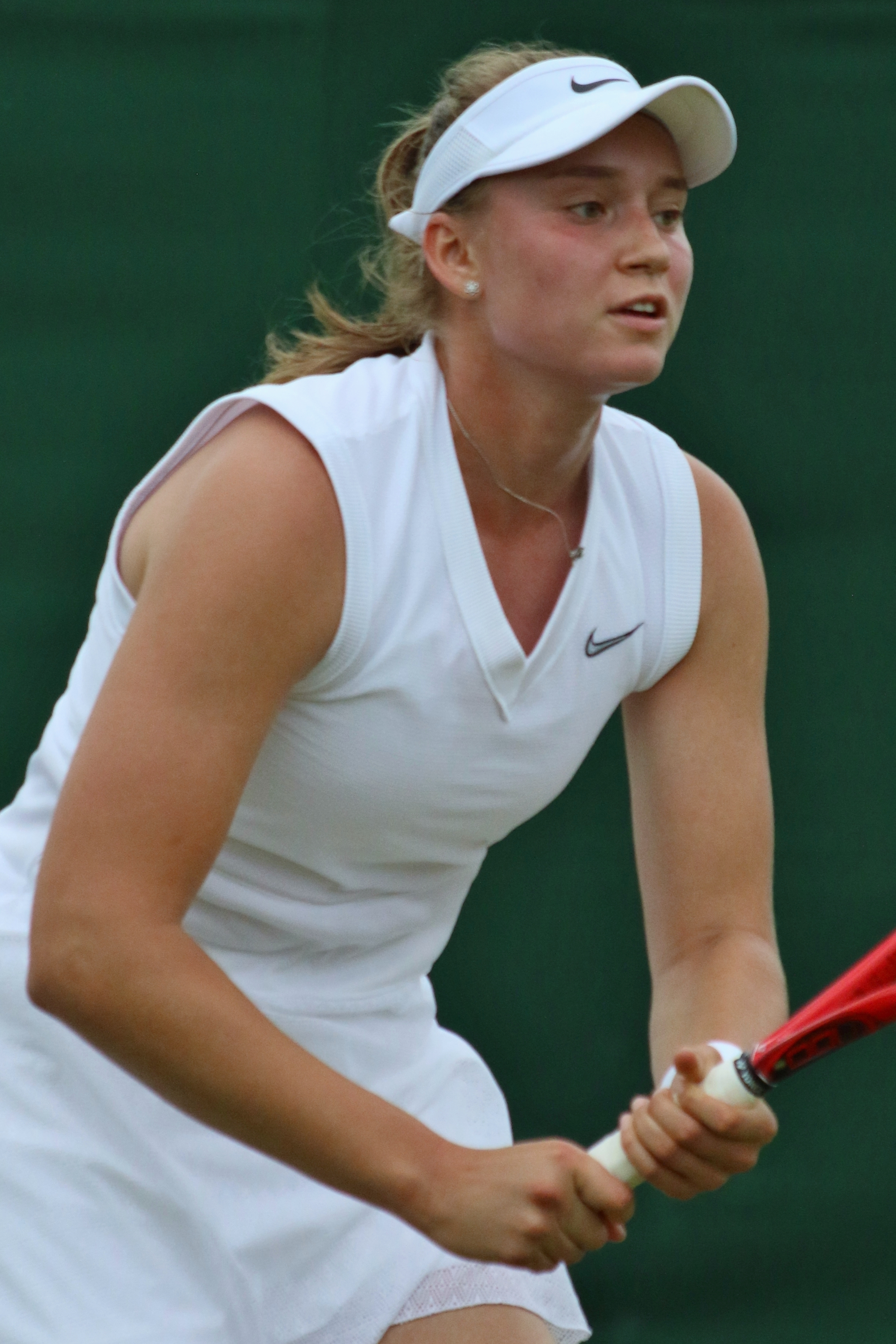
Elena Rybakina durante le qualificazioni a Wimbledon nel 2019

Sull'erba di 's-Hertogenbosch centra la semifinale partendo dalle qualificazioni, fermata solo dalla tennista numero uno del seeding e padrona di casa Kiki Bertens. A Wimbledon viene sconfitta nell'ultimo turno di qualificazione da Varvara Flink in una partita lottata in tre set. Partecipa al torneo su terra di Bucarest che vince senza perdere nemmeno un set. Nell'incontro valido per il titolo si impone sulla rumena Patricia Maria Tig con un perentorio 6–2, 6–0 e, così facendo, all'età di venti anni si aggiudica il primo titolo WTA della sua carriera, perfezionando il suo best ranking alla 65ª posizione. Successivamente, prende parte al Baltic Open, dove cede in rimonta a Bernarda Pera. Supera le qualificazioni a New York prima di venire sconfitta all'esordio nel main draw da Karolína Muchova. Stesso risultato anche nell'esordio in doppio, insieme a Natela Dzalamidze.
Raggiunge la seconda finale in carriera e della stagione a Nanchang, dove viene nettamente sconfitta da Rebecca Peterson, che le lascia solamente due giochi. A Wuhan dopo aver usufruito del ritiro di Simona Halep (n° 4 del ranking WTA), viene fermata nei quarti di finale dalla campionessa in carica Aryna Sabalenka, che ha la meglio in tre set. Spicca un altro quarto di finale disputato, stavolta a Linz, perdendo dalla futura finalista Jeļena Ostapenko. Una settimana dopo si spinge fino alla semifinale a Lussemburgo, dove incontra Julia Görges.
Successivamente vola a Roma per prepararsi alla nuova stagione.

### 2020: secondo titolo WTA e Top 20
L'anno si apre nel migliore dei modi per Rybakina, poiché disputa due finali in due settimane, prima al torneo di Shenzhen, superando nel suo percorso Elise Mertens, e Kristýna Plíšková, per essere fermata da Ekaterina Aleksandrova, (sale così alla trentesima posizione, che le consente di diventare la nuova numero uno kazaka ai danni di Julija Putinceva), e dopo ad Hobart, dove si impone in finale su Zhang Shuai con il punteggio di 7–6(7), 6–3, per portare a casa il secondo titolo in carriera. La settimana seguente entra direttamente nel tabellone principale dell'Australian Open, dove sconfigge Bernarda Pera e Greet Minnen, prima di cedere nel terzo turno alla numero uno del mondo Ashleigh Barty in due set.
Continua lo straordinario periodo di forma della kazaka nei prestigiosi tornei Premier di San Pietroburgo e Dubai dove coglie altre due finali stagionali portando il totale a quattro su cinque tornei disputati. In Russia si scontra per il titolo con la campionessa in carica Kiki Bertens che le lascia solo quattro giochi. A Dubai batte in rimonta Sofia Kenin, campionessa uscente a Melbourne, per poi perdere in finale da Simona Halep, prima testa di serie e numero due del ranking mondiale. Al termine dei due tornei, perfeziona ulteriormente il suo best ranking fino alla 17ª posizione, diventando la miglior tennista kazaka di sempre. A Doha supera faticando parecchio Sorana Cîrstea e Alison Van Uytvanck, prima di ritirarsi senza nemmeno scendere in campo nel match di terzo turno contro Ashleigh Barty.
A causa dello scoppio della pandemia il calendario subisce degli spostamenti e per quanto riguarda la classifica, la WTA decide di congelare i punti di tutte le tenniste al 9 marzo 2020.
Eliminata al primo turno del torneo di Cincinnati, che si disputa eccezionalmente sui campi dell'US Open a causa della pandemia di COVID-19, continua la sua permanenza a New York per lo Slam, dove viene battuta a sorpresa nel secondo turno da Shelby Rogers. Va meglio nel torneo di Roma giocato in autunno, dove raggiunge il terzo turno contro la connazionale Julija Putinceva, che vince in rimonta dopo che Rybakina si era trovata avanti per 5-2 nel secondo parziale. Si sposta a Strasburgo, dove raggiunge la sua settima finale in carriera e la quinta della stagione, battuta da Elina Svitolina.
All'ultimo slam dell'anno, a Parigi, esce al secondo turno. Chiude l'anno nella top-20, al numero 19 del ranking mondiale.

### 2021: primi quarti di finale Slam e semifinale olimpica
Inizia l'anno al WTA 500 di Abu Dhabi fermata ai quarti di finale dalla futura campionessa Aryna Sabalenka. Agli Australian Open cede al secondo turno. In seguito, coglie una terzo turno a Miami, torneo in cui viene battuta da Sara Sorribes Tormo in tre parziali.
Sulla terra, è costretta al ritiro nel suo match d'esordio a Charleston contro la tennista di casa Caty McNally dopo aver ceduto il primo set. Viene convocata dalla squadra kazaka di Fed Cup per disputare i play-off contro l'Argentina: Rybakina batte Nadia Podoroska con un doppio 6–4, ma perde inaspettatamente contro Maria Lourdes Carlé in tre set. Alla fine, la sua nazionale si aggiudica il punto decisivo. A Madrid, esce al secondo turno per mano di Elise Mertens.
Salta Roma per poi tornare in campo direttamente al Roland Garros dove elimina agli ottavi Serena Williams, a caccia del suo ventiquattresimo titolo Major. Ai quarti di finale viene sconfitta dalla russa Anastasija Pavljučenkova dopo 2 ore e mezza di battaglia.
Avvia la stagione su erba al torneo di Berlino, dove perde al secondo turno da Muguruza. Va molto meglio ad Eastbourne, dove ottiene la sua seconda semifinale in carriera su questa superficie, eliminando nel suo percorso Dart, Svitolina, Sevastova prima di perdere da Ostapenko. Prende parte al torneo di Wimbledon per la prima volta in carriera, dopo aver fallito le qualificazioni nel 2019. Qui raggiunge il quarto turno senza perdere alcun set. Agli ottavi si arrende alla n°4 del mondo Sabalenka.
Al torneo olimpico sconfigge agevolmente nei primi due turni Samantha Stosur e Peterson, la croata Vekic agli ottavi, approdando ai quarti, dove si impone sulla spagnola Garbine Muguruza. Dopo la sconfitta in semifinale dalla svizzera Belinda Bencic gioca la finalina per il bronzo contro la n°6 del mondo Svitolina, tuttavia dopo aver vinto il primo set si fa rimontare dall'ucraina, terminando così la sua avventura olimpica con il 4º posto, miglior piazzamento di sempre per il Kazakistan.
Dopo un inizio zoppicante nello swing americano sul cemento, a Cincinnati riesce a centrare gli ottavi di finale, prevalendo su Stosur e Mertens; viene quindi fermata da Paula Badosa in due set. Stesso risultato agli US Open, eliminata dalla romena Halep, dopo aver battuto Sasnovič e Garcia.
A Ostrava giunge per la quinta volta ai quarti di finale stagionale, dopo aver sconfitto Kudermetova e Linette; esce contro Iga Świątek. A Chicago approfitta del ritiro di Belinda Bencic, approdando alla sua terza semifinale stagionale, ma deve abbandonare l'incontro che la vedeva opposta alla tunisina Jabeur, a causa di problemi gastrointestinali. Esce subito a Indian Wells nel singolare, mentre nel doppio, con Veronika Kudermetova, raggiunge la sua prima finale della specialità, battendo nel loro percorso la coppia n°4 del seeding Guarachi/Krawczyk. In finale, le due vengono sconfitte dalle campionesse di Wimbledon Hsieh/Mertens.
Termina la sua miglior annata della carriera con il best ranking al n°14 del mondo. Grazie alla finale di Indian Wells, chiude l'anno per la prima volta tra le prime 100 anche in doppio, in posizione n°49.

### 2022: prima vittoria Slam a Wimbledon
Avvia la stagione al WTA 500 di Adelaide dove coglie l'ottava finale WTA della carriera, la sesta sul cemento e la terza a livello 500. Nell'ultimo turno, capitola contro la numero uno del mondo Ashleigh Barty, che le lascia 5 giochi. A Sydney, dopo un netto successo sulla campionessa dello US Open Emma Raducanu (6–0, 6–1), si ritira prima di scendere in campo contro Garcia. I problemi fisici la costringono al ritiro all'Australian Open e in un paio di altri tornei. Si riprende al torneo di Indian Wells, raggiungendo il secondo quarto di finale in un WTA 1000. Viene eliminata in ottavi da Teichmann sia a Madrid che a Roma, male anche al Roland Garros, dove difendeva i quarti, in cui viene eliminata al terzo turno da Madison Keys.

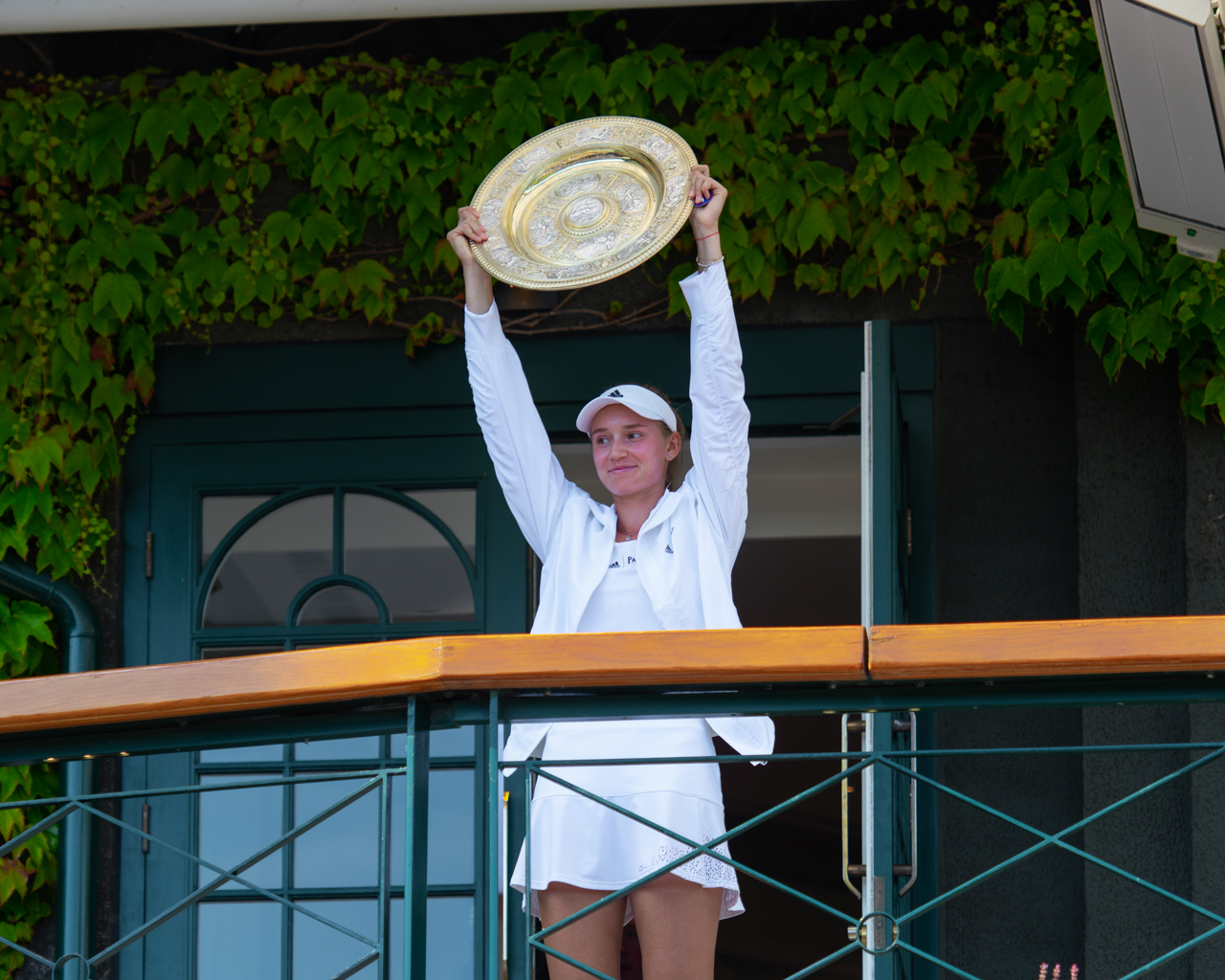
Rybakina alza il trofeo di Wimbledon 2022

Si approccia allo Slam su erba con risultati deludenti nei tornei precedenti. 
A Wimbledon si impone al terzo turno sulla cinese Zheng Qinwen. Dopo altre agevoli vittorie incontra nella sua prima semifinale Major la romena e campionessa di questo torneo nel 2019, Simona Halep che sconfigge con il punteggio di 6–3, 6–3. Nell'ultimo turno, opposta alla n.3 al mondo Ons Jabeur, vince in rimonta per 3–6, 6–2, 6–2. Si tratta del primo titolo Slam per Rybakina e del primo successo nel singolare di un Major in assoluto per il Kazakistan.
Nello swing americano successivo dopo gli abituali problemi d'ambientamento nei primi tornei. fa strada a Cincinnati dov,e dopo aver battuta fra le altre Muguruza e Riske, centra i quarti di finale contro Madison Keys. Chiude la parentesi sul cemento americano uscendo a sorpresa al primo turno US Open contro la francese Clara Burel.
Si sposta quindi in Europa, a Portorose, dove raggiunge la terza finale dell'anno e decima della carriera arrendendosi a Siniaková, mentre ad Ostrava si spinge solo fino alla semifinale. Nel suo ultimo impegno stagionale, WTA 1000 di Guadalajara, esce al secondo turno contro la futura vincitrice Jessica Pegula. Termina la stagione al 22º posto del mondo.

### 2023: vittoria a Indian Wells e Roma, finali all'Australian Open e a Miami e ingresso in top 5
Prende parte all'Australian Open dove al terzo turno affronta la finalista in carica Danielle Collins, agli ottavi mette a segno la sua prima vittoria in carriera su uno del mondo Iga Świątek, che sconfigge con un duplice 6–4. Dopo Jeļena Ostapenko prevale anche Viktoryja Azaranka, garantendosi così un posto nella finale, dove cede ad Aryna Sabalenka. Grazie all'ottima performance, entra in top 10, in decima posizione, risultando la prima atleta kazaka nella storia del tennis (maschile e femminile) a riuscire nell'impresa.
Si sposta in Medio Oriente, ad Abu Dhabi, dove esce ai quarti per mano di Beatriz Haddad Maia. A Dubai, invece, dà forfait prima agli ottavi contro Coco Gauff.
Nel secondo round di Indian Wells sconfigge Sofia Kenin, mentre al terzo turno elimina la vincitrice dell'edizione 2021 Paula Badosa accedendo alla sua prima semifinale in California; qui affronta Świątek per la seconda volta in stagione e anche in questa circostanza Rybakina riesce ad avere la meglio sulla polacca, assicurandosi un posto nella sua prima finale di un torneo 1000. Nell'ultimo turno ritrova Sabalenka, in un rematch della finale dell'Australian Open: differentemente dai quattro precedenti questa è volta la kazaka a prevalere attraverso una vittoria in due set per 7–6(11), 6–4, aggiudicandosi il quarto titolo in carriera e il primo a livello mille.
Successivamente si presenta al Miami Open dove batte fra le altre Kalinskaja e Badosa, arrivando alla sua terza semifinale annuale in cui supera la n°3 del mondo Jessica Pegula. Nell'ultimo tunro, si arrende a Petra Kvitová.
Apre la stagione sul rosso a Stoccarda, ma si ritira nei quarti contro Haddad Maia. 
Al torneo di Roma sconfigge Markéta Vondroušová, e approfittando del ritiro di Świątek si impone in semifinale su Ostapenko.
Nella sua seconda finale su terra, la kazaka fa suo il titolo a causa del ritiro della sua avversaria, l'ucraina Kalinina, sul punteggio di 6–4, 1–0. Rybakina ottiene così il suo 5º titolo WTA, il secondo di livello '1000' e il primo in assoluto su questa superficie. Grazie a questo risultato, entra nella top-5 mondiale, piazzandosi in 4ª posizione nel ranking.
Al Roland Garros la kazaka è costretta al forfait prima del suo match al terzo turno contro Sara Sorribes Tormo a causa dell'influenza.
Sull'erba di Wimbledon, dove è la campionessa in carica, gioca il quarto di finale slam contro Ons Jabeur, nel rematch della finale del 2022: a differenza di quanto accadde l'anno prima, questa volta è la tunisina ad avere la meglio.
Sul cemento americano, coglie una semifinale nel '1000' di Montréal, dove si arrende alla russa Ljudmila Samsonova. A Cincinnati è costretta al ritiro nel match di terzo turno contro Jasmine Paolini. Allo US Open, eguaglia il suo miglior risultato del 2021, eliminata al terzo turno da Sorana Cîrstea in tre set.
Raggiunge i quarti al torneo '1000' di Pechino grazie ai successi su Zheng Qinwen, Tatjana Maria e Mirra Andreeva. Nella circostanza batte Sabalenka per poi perdere in due set nella sfida contro Samsonova per la quarta volta in carriera (su quattro confronti diretti).
Grazie all'ottima stagione disputata si qualifica per la prima volta alle WTA Finals di Cancún inserita nel gruppo Bacalar assieme a Pegula, Sabalenka e Sakkarī. Perde nel suo primo match dall'americana, batte nel secondo la greca, ma nello scontro diretto per il secondo posto per il girone, si arrende alla n°1 del mondo bielorussa. Chiude così il girone al terzo posto, venendo eliminata dal torneo.
Per la prima volta in carriera, termina la stagione tra le prime 5 tenniste del ranking mondiale, chiudendo il 2023 al 4º posto della classifica.

### 2024: tre titoli WTA e semifinale a Wimbledon
Rybakina inizia l'anno al Brisbane International, dove raggiunge la finale senza cedere un set nel suo percorso. Nell'ultimo turno annichilisce la numero due del mondo Aryna Sabalenka per 6–0, 6–3, conquistando il suo sesto titolo WTA, il primo in carriera di livello 500. Dopo i quarti ad Adelaide, prende parte all'Australian Open, dove è finalista in carica: dopo aver eliminato l'ex numero uno del mondo Karolína Plíšková, al secondo turno viene sorpresa da Anna Blinkova, che riesce a prevalere in un tie-break finale di 42 punti, terminato 7–6(22–20), record femminile nei Grand Slam. Ritorna in campo due settimane più tardi a Abu Dhabi, aggiudicandosi il torneo grazie alle vittorie su Danielle Collins, Cristina Bucsa, Ljudmila Samsonova e Dar'ja Kasatkina in finale. Si tratta del secondo titolo stagionale per Rybakina in quattro tornei disputati. Successivamente centra la terza finale dell'anno nel di 1000 di Doha, la prima di questo livello da Roma 2023: nel match valevole per il titolo, viene sconfitta da Iga Świątek. A Dubai è costretta al walkover prima del suo match di quarti contro la futura campionessa Jasmine Paolini. Dopo un ritiro anche ad Indian Wells, torna in campo a Miami, dove centra la quarta finale del 2024. Nella circostanza, viene superata dalla padrona di casa Danielle Collins, che in tal modo vendica la sconfitta subìta oltre un mese ad Abu Dhabi.
A Stoccarda, Rybakina inaugura la parte di stagione su terra raggiungendo la finale grazie alle vittorie su Veronika Kudermetova, Paolini e la campionessa in carica Iga Świątek. Nel match valevole per il titolo si impone su Marta Kostjuk, conquistando il terzo titolo dell'anno, il terzo in carriera sul rosso. Torna in campo a Madrid, dove per la prima volta in carriera raggiunge la semifinale: in tale circostanza, si arrende ad Aryna Sabalenka al tie-break del terzo set. Al Roland Garros ritorna nei quarti di finale dopo tre anni senza perdere set; tra le ultime otto, viene eliminata dalla futura finalista Jasmine Paolini.
Su erba dopo i quarti a Berlino, prende parte al torneo di Wimbledon: giunge agli ottavi perdendo solo un set contro Laura Siegemund e imponendosi ai quarti su Elina Svitolina. Nella sua terza semifinale Slam in carriera, e seconda sui campi dell'All England Lawn Tennis Club, cede alla futura campionessa Barbora Krejčíková in tre set. Non prende parte ai giochi olimpici di Parigi per via di una bronchite. I continui problemi di salute compromettono la restante stagione di Rybakina, che disputa altri due tornei: il WTA 1000 di Cincinnati e lo US Open 2024, rispettivamente uscendo di scena all'esordio e ritirandosi senza scendere in campo nel match di secondo turno. Alcuni giorni prima dell'inizio dello US Open, viene anche confermata la fine del rapporto lavorativo con Stefano Vukov. Ciononostante, i punti ottenuti nella prima parte della stagione le permettono di qualificarsi per le WTA Finals 2024, dove viene sorteggiata nel gruppo viola insieme a Aryna Sabalenka, Jasmine Paolini e Zheng Qinwen. Dopo essere stata sconfitta sia da Paolini che Zheng, venendo matematicamente eliminata dal torneo, ipoteca la stagione ottenendo la sesta vittoria in carriera contro una numero uno al mondo: sconfigge infatti Sabalenka in tre set (6-4, 3-6, 6-1). Prima di cominciare il torneo saudita, Rybakina ha confermato che avrebbe iniziato a lavorare con Goran Ivanišević come nuovo allenatore a partire dalla stagione 2025.

### 2025: controversia sull'allenatore e nono titolo WTA
Partecipa alla United Cup, prima di raggiungere gli ottavi di finale nell'Australian Open ed essere sconfitta dalla futura vincitrice, Madison Keys. Poco prima dell'inizio dello Slam oceanico, la kazaka sorprende annunciando di aver affiancato a Goran Ivanisevic il precedente allenatore, Stefano Vukov, possibilità che le viene subito negata dalla WTA perché era in corso un'indagine sulla condotta etica di tale allenatore. Alla fine dello Slam, Ivanisevic interrompe la collaborazione e Rybakina, pur mantenendo i contatti con Vukov, aggiunge come coach l'italiano Davide Sanguinetti.
In seguito, raggiunge le semifinali ad Abu Dhabi e Dubai e i quarti a Doha. A Indian Wells perde al quarto turno da Andreeva mentre a Miami esce di scena già all'esordio contro l'americana Krueger. Sulla terra, dopo due uscite premature a Madrid e Roma, vince il suo nono titolo WTA a Strasburgo, imponendosi su Ljudmila Samsonova in finale per 6-1, 6(2)-7, 6-1. Al Roland Garros giunge sino agli ottavi di finale, dove viene sconfitta dalla campionessa in carica Iga Świątek in tre set.

## Stile di gioco
Rybakina è nota per il suo gioco aggressivo e gioca principalmente dalla linea di fondo. I suoi colpi potenti sono descritti "senza sforzo" da alcuni commentatori. Grazie alla sua altezza, che la colloca tra le tenniste più alte del circuito, ha un servizio forte, potente e preciso che è in grado di superare i 180 km/h; basti pensare che nella stagione 2020, è stata in vetta alla classifica per numero di aces (146 in 29 partite), davanti a Garbiñe Muguruza (122) e a Karolína Plíšková (80). Rybakina predilige il gioco veloce, tendendo a vincere gli scambi brevi. Possiede una varietà eccezionale, essendo in grado di colpire drop shots e backhands continuando a giocare in modo aggressivo; bene anche a rete. È stata elogiata per la selezione di colpi intelligenti, per la costruzione del gioco e la pazienza che le consente di non commettere molti errori non forzati, presenti spesso nel repertorio di chi predilige un gioco aggressivo. Ha un'elevata percentuale di vittorie, il 90%, al terzo set dei match che ha disputato dal 2019, grazie anche al suo spirito competitivo e alla sua tenacia.

## Statistiche WTA

### Singolare

#### Vittorie (9)
| Legenda               | Legenda      |
| --------------------- | ------------ |
| Grande Slam (1)       |              |
| Ori Olimpici (0)      |              |
| WTA Finals (0)        |              |
| WTA Elite Trophy (0)  |              |
| Dal 2009 al 2020      | Dal 2021     |
| Premier Mandatory (0) | WTA 1000 (2) |
| Premier 5 (0)         | WTA 1000 (2) |
| Premier (0)           | WTA 500 (4)  |
| International (2)     | WTA 250 (0)  |

| N. | Data             | Torneo                                   | Superficie      | Avversaria in finale | Punteggio        |
| 1. | 21 luglio 2019   | Bucarest Open, Bucarest                  | Terra rossa     | Patricia Maria Tig   | 6–2, 6–0         |
| 2. | 18 gennaio 2020  | Hobart International, Hobart             | Cemento         | Zhang Shuai          | 7–6(7), 6–3      |
| 3. | 9 luglio 2022    | Torneo di Wimbledon, Londra              | Erba            | Ons Jabeur           | 3–6, 6–2, 6–2    |
| 4. | 19 marzo 2023    | Indian Wells Open, Indian Wells          | Cemento         | Aryna Sabalenka      | 7–6(11), 6–4     |
| 5. | 20 maggio 2023   | Internazionali d'Italia, Roma            | Terra rossa     | Anhelina Kalinina    | 6–4, 1–0 rit.    |
| 6. | 7 gennaio 2024   | Brisbane International, Brisbane         | Cemento         | Aryna Sabalenka      | 6–0, 6–3         |
| 7. | 11 febbraio 2024 | Abu Dhabi Open, Abu Dhabi                | Cemento         | Dar'ja Kasatkina     | 6–1, 6–4         |
| 8. | 21 aprile 2024   | Stuttgart Open, Stoccarda                | Terra rossa (i) | Marta Kostjuk        | 6–2, 6–2         |
| 9. | 24 maggio 2025   | Internationaux de Strasbourg, Strasburgo | Terra rossa     | Ljudmila Samsonova   | 6–1, 6(2)–7, 6–1 |

#### Sconfitte (11)
| Legenda               | Legenda      |
| --------------------- | ------------ |
| Grande Slam (1)       |              |
| Argenti Olimpici (0)  |              |
| WTA Finals (0)        |              |
| WTA Elite Trophy (0)  |              |
| Dal 2009 al 2020      | Dal 2021     |
| Premier Mandatory (0) | WTA 1000 (3) |
| Premier 5 (0)         | WTA 1000 (3) |
| Premier (2)           | WTA 500 (1)  |
| International (3)     | WTA 250 (1)  |

| N.  | Data              | Torneo                                        | Superficie  | Avversaria in finale   | Punteggio           |
| 1.  | 15 settembre 2019 | Jiangxi Open, Nanchang                        | Cemento     | Rebecca Peterson       | 2–6, 0–6            |
| 2.  | 12 gennaio 2020   | Shenzhen Open, Shenzhen                       | Cemento     | Ekaterina Aleksandrova | 2–6, 4–6            |
| 3.  | 16 febbraio 2020  | St. Petersburg Ladies Trophy, San Pietroburgo | Cemento (i) | Kiki Bertens           | 1–6, 3–6            |
| 4.  | 22 febbraio 2020  | Dubai Tennis Championships, Dubai             | Cemento     | Simona Halep           | 6–3, 3–6, 6(5)–7    |
| 5.  | 26 settembre 2020 | Internationaux de Strasbourg, Strasburgo      | Terra rossa | Elina Svitolina        | 4–6, 6–1, 2–6       |
| 6.  | 9 gennaio 2022    | Adelaide International, Adelaide              | Cemento     | Ashleigh Barty         | 3–6, 2–6            |
| 7.  | 18 settembre 2022 | Slovenia Open, Portorose                      | Cemento     | Kateřina Siniaková     | 7–6(4), 6(5)–7, 4–6 |
| 8.  | 28 gennaio 2023   | Australian Open, Melbourne                    | Cemento     | Aryna Sabalenka        | 6–4, 3–6, 4–6       |
| 9.  | 1º aprile 2023    | Miami Open, Miami Gardens                     | Cemento     | Petra Kvitová          | 6(14)–7, 2–6        |
| 10. | 17 febbraio 2024  | Qatar Ladies Open, Doha                       | Cemento     | Iga Świątek            | 6(8)–7, 2–6         |
| 11. | 30 marzo 2024     | Miami Open, Miami Gardens (2)                 | Cemento     | Danielle Collins       | 5–7, 3–6            |

### Doppio

#### Sconfitte (2)
| Legenda              |
| -------------------- |
| Grande Slam (0)      |
| Argenti olimpici (0) |
| WTA Finals (0)       |
| WTA Elite Trophy (0) |
| Dal 2021             |
| WTA 1000 (1)         |
| WTA 500 (1)          |
| WTA 250 (0)          |

| N. | Data            | Torneo                           | Superficie | Compagna                 | Avversarie in finale          | Punteggio   |
| 1. | 16 ottobre 2021 | Indian Wells Open, Indian Wells  | Cemento    | Veronika Kudermetova     | Hsieh Su-wei Elise Mertens    | 6(1)–7, 3–6 |
| 2. | 13 gennaio 2023 | Adelaide International, Adelaide | Cemento    | Anastasija Pavljučenkova | Luisa Stefani Taylor Townsend | 5–7, 6(3)–7 |

## Statistiche ITF

### Singolare

#### Vittorie (4)
| Torneo $100.000 (0) |
| Torneo $80.000 (0)  |
| Torneo $75.000 (0)  |
| Torneo $60.000 (1)  |
| Torneo $50.000 (0)  |
| Torneo $25.000 (2)  |
| Torneo $15.000 (1)  |
| Torneo $10.000 (0)  |

| N. | Data            | Torneo                                      | Superficie  | Avversaria in finale | Punteggio     |
| 1. | 17 marzo 2018   | Kazan Open, Kazan'                          | Cemento (i) | Dar'ja Nazarkina     | 6–4, 7–6(5)   |
| 2. | 3 febbraio 2019 | Launceston Tennis International, Launceston | Cemento     | Irina Chromačëva     | 7–5, 3–3 rit. |
| 3. | 3 marzo 2019    | Winter Moscow Open, Mosca                   | Cemento (i) | Hanna Poznichirenko  | 7–5, 6–0      |
| 4. | 17 marzo 2019   | Kazan Kremlin Cup, Kazan'                   | Cemento (i) | Urszula Radwańska    | 6–2, 6–3      |

#### Sconfitte (5)
| Torneo $100.000 (0) |
| Torneo $80.000 (0)  |
| Torneo $75.000 (0)  |
| Torneo $60.000 (1)  |
| Torneo $50.000 (0)  |
| Torneo $25.000 (2)  |
| Torneo $15.000 (0)  |
| Torneo $10.000 (2)  |

| N. | Data             | Torneo                                                   | Superficie  | Avversaria in finale | Punteggio        |
| 1. | 16 novembre 2015 | GD Tennis Cup, Adalia                                    | Terra rossa | Ekaterine Gorgodze   | 5–7, 7–6(3), 3–6 |
| 2. | 20 novembre 2016 | Orto-Lääkärit Open, Helsinki                             | Cemento (i) | Karen Barritza       | 3–6, 4–6         |
| 3. | 25 giugno 2017   | Fergana Challenger, Fergana                              | Cemento     | Sabina Sharipova     | 4–6, 6(5)–7      |
| 4. | 14 aprile 2018   | Lale Cup, Istanbul                                       | Cemento     | Sabina Sharipova     | 6(0)–7, 4–6      |
| 5. | 6 gennaio 2019   | City of Playford Tennis International, Città di Playford | Cemento     | Anna Kalinskaja      | 4–6, 4–6         |

### Doppio

#### Vittorie (4)
| Torneo $100.000 (0) |
| Torneo $80.000 (0)  |
| Torneo $75.000 (0)  |
| Torneo $60.000 (0)  |
| Torneo $50.000 (0)  |
| Torneo $25.000 (1)  |
| Torneo $15.000 (3)  |
| Torneo $10.000 (0)  |

| N. | Data           | Torneo                       | Superficie  | Compagna            | Avversarie in finale               | Punteggio        |
| 1. | 1º aprile 2017 | Lacoste Dalyan Cup, Istanbul | Cemento (i) | Ekaterina Kazionova | Eléni Daniilídou Vlada Ekshibarova | 6–1, 6–3         |
| 2. | 6 maggio 2017  | GD Tennis Academy, Adalia    | Terra rossa | Amina Anšba         | Dar'ja Nazarkina Anna Ukolova      | 7–5, 4–6, [10–8] |
| 3. | 16 marzo 2018  | Kazan Open, Kazan'           | Cemento (i) | Alëna Fomina        | Anastasija Frolova Ksenija Lykina  | 6–4, 1–6, [10–6] |
| 4. | 2 marzo 2019   | Winter Moscow Open, Mosca    | Cemento (i) | Sof'ja Lansere      | Hanna Poznichirenko Vivian Heisen  | 1–6, 6–3, [10–4] |

## Risultati in progressione
| Sigla | Risultato               |
| ----- | ----------------------- |
| V     | Vincitore               |
| F     | Finalista               |
| SF    | Semifinalista           |
| O     | Oro olimpico            |
| A     | Argento olimpico        |
| SF    | Bronzo olimpico         |
| QF    | Quarti di Finale        |
| 4T    | Quarto turno            |
| 3T    | Terzo turno             |
| 2T    | Secondo turno           |
| 1T    | Primo turno             |
| RR    | Round Robin             |
| LQ    | Turno di qualificazione |
| A     | Assente                 |
| ND    | Non disputato           |

| Legenda superfici    |
| -------------------- |
| Cemento              |
| Terra battuta        |
| Erba                 |
| Superficie variabile |

### Singolare
Aggiornato a fine WTA Tour 2024. 
| Torneo                 | 2017            | 2018            | 2019            | 2020          | 2021          | 2022          | 2023          | 2024  | Titoli      | V–S         |
| ---------------------- | --------------- | --------------- | --------------- | ------------- | ------------- | ------------- | ------------- | ----- | ----------- | ----------- |
| Tornei del Grande Slam |                 |                 |                 |               |               |               |               |       |             |             |
| Australian Open        | Assente         | Assente         | Q1              | 3T            | 2T            | 2T            | F             | 2T    | 0 / 5       | 11–5        |
| Roland Garros          | Assente         | Assente         | 1T              | 2T            | QF            | 3T            | 3T            | QF    | 0 / 7       | 17–6        |
| Wimbledon              | Assente         | Assente         | Q3              | ND            | 4T            | V             | QF            | SF    | 1 / 4       | 19–3        |
| US Open                | A               | Q2              | 1T              | 2T            | 3T            | 1T            | 3T            | 2T    | 0 / 6       | 6–5         |
| Vittorie–sconfitte     | -               | -               | 0–2             | 4–3           | 10–4          | 10–3          | 14–3          | 15–3  | 1 / 22      | 49–19       |
| Giochi olimpici        |                 |                 |                 |               |               |               |               |       |             |             |
| Giochi olimpici        | Non disputati   | Non disputati   | Non disputati   | Non disputati | 4°            | Non disputati | Non disputati | A     | 0 / 1       | 4–2         |
| Tornei di fine anno    |                 |                 |                 |               |               |               |               |       |             |             |
| WTA Finals             | Non qualificata | Non qualificata | Non qualificata | ND            | NQ            | NQ            | RR            | RR    | 0 / 2       | 2–4         |
| WTA 1000               |                 |                 |                 |               |               |               |               |       |             |             |
| Doha                   | 500             | A               | 500             | 3T            | 500           | 1T            | 500           | F     | 0 / 3       | 6–2         |
| Dubai                  | A               | 500             | A               | 500           | 2T            | 500           | 3T            | QF    | 0 / 3       | 5–1         |
| Indian Wells           | Assente         | Assente         | Assente         | ND            | 2T            | QF            | V             | A     | 1 / 3       | 9–2         |
| Miami                  | Assente         | Assente         | Assente         | ND            | 3T            | 3T            | F             | F     | 0 / 4       | 12–4        |
| Madrid                 | Assente         | Assente         | Assente         | ND            | 2T            | 3T            | 2T            | SF    | 0 / 4       | 7–4         |
| Roma                   | Assente         | Assente         | Assente         | 3T            | A             | 3T            | V             | A     | 1 / 3       | 10–2        |
| Montréal / Toronto     | Assente         | Assente         | Assente         | ND            | 1T            | 2T            | SF            | A     | 0 / 3       | 4–3         |
| Cincinnati             | Assente         | Assente         | Q1              | 1T            | 3T            | QF            | 3T            | 2T    | 0 / 5       | 6–5         |
| Guadalajara            | Non disputato   | Non disputato   | Non disputato   | Non disputato | Non disputato | 2T            | A             | 500   | 0 / 1       | 1–1         |
| Wuhan                  | Assente         | Assente         | QF              | Non disputato | Non disputato | Non disputato | Non disputato | A     | 0 / 1       | 3–1         |
| Pechino                | Assente         | Assente         | Assente         | Non disputato | Non disputato | Non disputato | SF            | A     | 0 / 1       | 4–0         |
| Carriera               |                 |                 |                 |               |               |               |               |       |             |             |
| Tornei giocati         | 1               | 2               | 11              | 12            | 21            | 23            | 19            | 15    | 104         | 104         |
| Titoli                 | 0               | 0               | 1               | 1             | 0             | 1             | 2             | 3     | 8           | 8           |
| Finali                 | 0               | 0               | 2               | 5             | 0             | 3             | 4             | 5     | 19          | 19          |
| Totale V–S             | 0–1             | 3–2             | 23–10           | 29–10         | 33–23         | 40–21         | 47–15         | 42–11 | 217–93      | 217–93      |
| Vittorie %             | 0%              | 60%             | 70%             | 74%           | 59%           | 66%           | 76%           | 79%   | 70%         | 70%         |
| Ranking di fine anno   | 425             | 191             | 37              | 19            | 14            | 22            | 4             |       | $15.049.990 | $15.049.990 |

Note
1. 1 2 3 4 5  Il ritiro prima di scendere in campo non viene contato come una sconfitta per Rybakina e/o come una vittoria per l'avversaria.
2. 1 2  Il Dubai Tennis Championships e il Qatar Ladies Open di Doha si scambiarono frequentemente lo status tra evento Premier ed evento Premier 5 dal 2009 al 2020, mentre dal 2021 al 2023 tra evento WTA 1000 e WTA 500. Dal 2024 vengono disputati entrambi come eventi WTA 1000.

## Vittorie contro top 10 per stagione
| Stagione | 2018 | 2019 | 2020 | 2021 | 2022 | 2023 | 2024 | 2025 | Totale |
| -------- | ---- | ---- | ---- | ---- | ---- | ---- | ---- | ---- | ------ |
| Vittorie | 1    | 1    | 2    | 3    | 2    | 7    | 4    | 3    | 23     |

| #    | Giocatrice           | Ranking | Evento                                 | Superficie      | Turno | Punteggio             | Rank. ERR |
| ---- | -------------------- | ------- | -------------------------------------- | --------------- | ----- | --------------------- | --------- |
| 2018 |                      |         |                                        |                 |       |                       |           |
| 1.   | Caroline Garcia      | 7       | St. Petersburg Trophy, San Pietroburgo | Cemento (i)     | 2T    | 4–6, 7–6(6), 7–6(5)   | 450       |
| 2019 |                      |         |                                        |                 |       |                       |           |
| 2.   | Simona Halep         | 4       | Wuhan Open, Wuhan                      | Cemento         | 3T    | 5–4 rit.              | 50        |
| 2020 |                      |         |                                        |                 |       |                       |           |
| 3.   | Sofia Kenin          | 7       | Dubai Tennis Championships, Dubai      | Cemento         | 1T    | 6(2)–7, 6–3, 6–3      | 19        |
| 4.   | Karolína Plíšková    | 3       | Dubai Tennis Championships, Dubai      | Cemento         | QF    | 7–6(1), 6–3           | 19        |
| 2021 |                      |         |                                        |                 |       |                       |           |
| 5.   | Serena Williams      | 8       | Open di Francia, Parigi                | Terra rossa     | 4T    | 6–3, 7–5              | 22        |
| 6.   | Elina Svitolina      | 5       | Eastbourne International, Eastbourne   | Erba            | 2T    | 6–4, 7–6(3)           | 21        |
| 7.   | Garbiñe Muguruza (1) | 9       | Giochi Olimpici, Tokyo                 | Cemento         | QF    | 7–5, 6–1              | 20        |
| 2022 |                      |         |                                        |                 |       |                       |           |
| 8.   | Ons Jabeur           | 2       | Torneo di Wimbledon, Londra            | Erba            | F     | 3–6, 6–2, 6–2         | 23        |
| 9.   | Garbiñe Muguruza (2) | 9       | Cincinnati Open, Cincinnati            | Cemento         | 2T    | 6–3, 6–1              | 25        |
| 2023 |                      |         |                                        |                 |       |                       |           |
| 10.  | Iga Świątek (1)      | 1       | Australian Open, Melbourne             | Cemento         | 4T    | 6–4, 6–4              | 25        |
| 11.  | Iga Świątek (2)      | 1       | Indian Wells Open, Indian Wells        | Cemento         | SF    | 6–2, 6–2              | 10        |
| 12.  | Aryna Sabalenka (1)  | 2       | Indian Wells Open, Indian Wells        | Cemento         | F     | 7–6(11), 6–4          | 10        |
| 13.  | Jessica Pegula       | 3       | Miami Open, Miami Gardens              | Cemento         | SF    | 7–6(3), 6–4           | 7         |
| 14.  | Iga Świątek (3)      | 1       | Internazionali d'Italia, Roma          | Terra rossa     | QF    | 2–6, 7–6(3), 2–2 rit. | 6         |
| 15.  | Aryna Sabalenka (2)  | 1       | China Open, Pechino                    | Cemento         | QF    | 7–5, 6–2              | 5         |
| 16.  | Maria Sakkarī (1)    | 9       | WTA Finals, Cancún                     | Cemento         | RR    | 6–0, 6(4)–7, 7–6(2)   | 4         |
| 2024 |                      |         |                                        |                 |       |                       |           |
| 17.  | Aryna Sabalenka (3)  | 2       | Brisbane International, Brisbane       | Cemento         | F     | 6–0, 6–3              | 4         |
| 18.  | Maria Sakkarī (2)    | 9       | Miami Open, Miami Gardens              | Cemento         | QF    | 7–5, 6(4)–7, 6–4      | 4         |
| 19.  | Iga Świątek (4)      | 1       | Stuttgart Open, Stoccarda              | Terra rossa (i) | SF    | 6–3, 4–6, 6–3         | 4         |
| 20.  | Aryna Sabalenka (4)  | 1       | WTA Finals, Riad                       | Cemento (i)     | RR    | 6–4, 3–6, 6–1         | 5         |
| 2025 |                      |         |                                        |                 |       |                       |           |
| 21.  | Paula Badosa         | 10      | Dubai Tennis Championships, Dubai      | Cemento         | 3T    | 4-6, 7-6(8), 7-6(2)   | 7         |
| 22.  | Madison Keys         | 6       | Cincinnati Open, Cincinnati            | Cemento         | 4T    | 6(3)-7, 6-4, 6-2      | 10        |
| 23.  | Aryna Sabalenka (5)  | 1       | Cincinnati Open, Cincinnati            | Cemento         | QF    | 6-1, 6-4              | 10        |